# 2000 en Bretagne
 Chronologie de la Bretagne
- 1996
- 1997
- 1998
- 1999
- 2000
- 2001
- 2002
- 2003
- 2004

Cette page recense des événements qui se sont produits durant l'année 2000 en Bretagne.

## Société

### Décès
- 16 février à Saint-Renan dans le Finistère et enterré à Porspoder : Michel Abalan, né à Brest le 5 juin 1920, officier des Forces françaises libres, Compagnon de la Libération.

## Culture

### Musique
- Première édition du festival du Bout du Monde à Crozon (Finistère).